# ماري ماغيري
ماري ماغيري (بالإنجليزية: Mary Maguire)‏ هي ممثلة أسترالية، ولدت في 22 فبراير 1919 بملبورن في أستراليا، وتوفيت في 18 مايو 1974 في الولايات المتحدة.

## وصلات خارجية
- ماري ماغيري على موقع IMDb (الإنجليزية)
- ماري ماغيري على موقع قاعدة بيانات الفيلم (الإنجليزية)